# Code de commerce (Maroc)
Lire en ligne

B.O. n° 4415 page 568

Au Maroc, le Code de commerce est le texte législatif qui régit les actes de commerce et les commerçants.

## Présentation
Le code est composé de cinq livres.
- Livre I : Le commerçant;
- Livre II : Le fonds de commerce;
- Livre III : Les effets de commerce;
- Livre IV : Les contrats commerciaux;
- Livre V : Les difficultés de l'entreprise.